# Мужская сборная Бразилии по баскетболу
Мужская сборная Бразилии по баскетболу — национальная баскетбольная команда, представляющая Бразилию на международных баскетбольных соревнованиях. Управляется Федерацией баскетбола Бразилии.

## Статистика

### Олимпийские игры
- 1936: 9-е
- 1948: 3-е
- 1952: 6-е
- 1956: 6-е
- 1960: 3-е
- 1964: 3-е
- 1968: 4-е
- 1972: 7-е
- 1976: —
- 1980: 5-е
- 1984: 9-е
- 1988: 5-е
- 1992: 5-е
- 1996: 6-е
- 2000: —
- 2004: —
- 2008: —
- 2012: 5-е
- 2016: 9-е
- 2020: —

### Чемпионат мира
- Чемпионат мира по баскетболу 1950: 4-е
- Чемпионат мира по баскетболу 1954: 2-е
- Чемпионат мира по баскетболу 1959: 1-е
- Чемпионат мира по баскетболу 1963: 1-е
- Чемпионат мира по баскетболу 1967: 3-е
- Чемпионат мира по баскетболу 1970: 2-е
- Чемпионат мира по баскетболу 1974: 6-е
- Чемпионат мира по баскетболу 1978: 3-е
- Чемпионат мира по баскетболу 1982: 8-е
- Чемпионат мира по баскетболу 1986: 4-е
- Чемпионат мира по баскетболу 1990: 5-е
- Чемпионат мира по баскетболу 1994: 11-е
- Чемпионат мира по баскетболу 1998: 10-е
- Чемпионат мира по баскетболу 2002: 8-е
- Чемпионат мира по баскетболу 2006: 17-е
- Чемпионат мира по баскетболу 2014: 6-е
- Чемпионат мира по баскетболу 2019: 13-е

## Состав
| Перейти к шаблону «Состав сборной Бразилии по баскетболу» | Состав сборной Бразилии по баскетболу |  |

| Поз. | №  | Имя                | Дата рождения (возраст)   | Рост   | Клуб                  |
| ---- | -- | ------------------ | ------------------------- | ------ | --------------------- |
| РЗ   | 2  | Яго дос Сантос     | 9 марта 1999 (25 лет)     | 178 см | Црвена звезда         |
| Ц    | 6  | Кристиано Фелисио  | 7 июля 1992 (32 года)     | 206 см | Гранада               |
| АЗ   | 7  | Диди Лозада        | 2 июля 1999 (25 лет)      | 196 см | Фламенго              |
| АЗ   | 8  | Витор Бените       | 20 февраля 1990 (34 года) | 194 см | Паленсия              |
| РЗ   | 9  | Марсело Уэртас (К) | 25 мая 1983 (41 год)      | 191 см | Тенерифе              |
| АЗ   | 11 | Ги Сантос          | 22 июня 2002 (22 года)    | 197 см | Голден Стэйт Уорриорз |
| ЛФ   | 14 | Леонардо Мейндл    | 20 марта 1993 (31 год)    | 201 см | Алварк Токио          |
| РЗ   | 23 | Раул Нето          | 19 мая 1992 (32 года)     | 185 см | Свободный агент       |
| З    | 32 | Жорже де Паула     | 24 мая 1996 (28 лет)      | 197 см | Франка                |
| Ф    | 45 | Маозинья Перейра   | 28 августа 2000 (23 года) | 198 см | Мемфис Гриззлис       |
| ТФ   | 51 | Бруно Кабокло      | 21 сентября 1995 (28 лет) | 206 см | Партизан              |
| ТФ   | 99 | Лукас Диас         | 6 июля 1995 (29 лет)      | 207 см | Франка                |